# Захарівське (Лозівський район)
Заха́рівське —  село в Україні, у Лозівській міській громаді Лозівського району Харківської області. Населення становить 39 осіб. До 2020 орган місцевого самоврядування— Орільська селищна рада.

## Географія
Село Захарівське знаходиться на відстані 5 км від Орільського водосховища. Найближчі населені пункти - селище Миролюбівка і село Яблучне, що знаходяться за 2 км від населеного пункту. Територією села протікає пересихаючий струмок з загатою. Поруч розташована залізнична станція Платформа 159 км.

## Історія
1928 — заснований як хутір Захарівська.
1978 — перейменований в село Захарівське.
12 червня 2020 року, відповідно до Розпорядження Кабінету Міністрів України  № 725-р «Про визначення адміністративних центрів та затвердження територій територіальних громад Харківської області», увійшло до складу Лозівської міської громади.
17 липня 2020 року, в результаті адміністративно-територіальної реформи та ліквідації колишнього Лозівського району (1923—2020), увійшло до складу новоутвореного Лозівського району Харківської області.